# NFL Head Coach 09
NFL Head Coach 09 är uppföljningen till NFL Head Coach för Xbox 360 och PlayStation 3. Spelet släpptes den 12 augusti 2008. Spelet finns tillgängligt i Madden NFL 09, och 20-årsjubileum. släpptes som ett fristående spel den 2 september 2008